# Жамбил (Райимбецький район)
Жамби́л (каз. Жамбыл) — село у складі Райимбецького району Алматинської області Казахстану. Адміністративний центр Жамбильського сільського округу.
У радянські часи село називалось XIX Партз'їзд.
Населення — 1404 особи (2021; 1862 у 2009, 2121 у 1999, 2384 у 1989).